# Nyhem, Halmstad

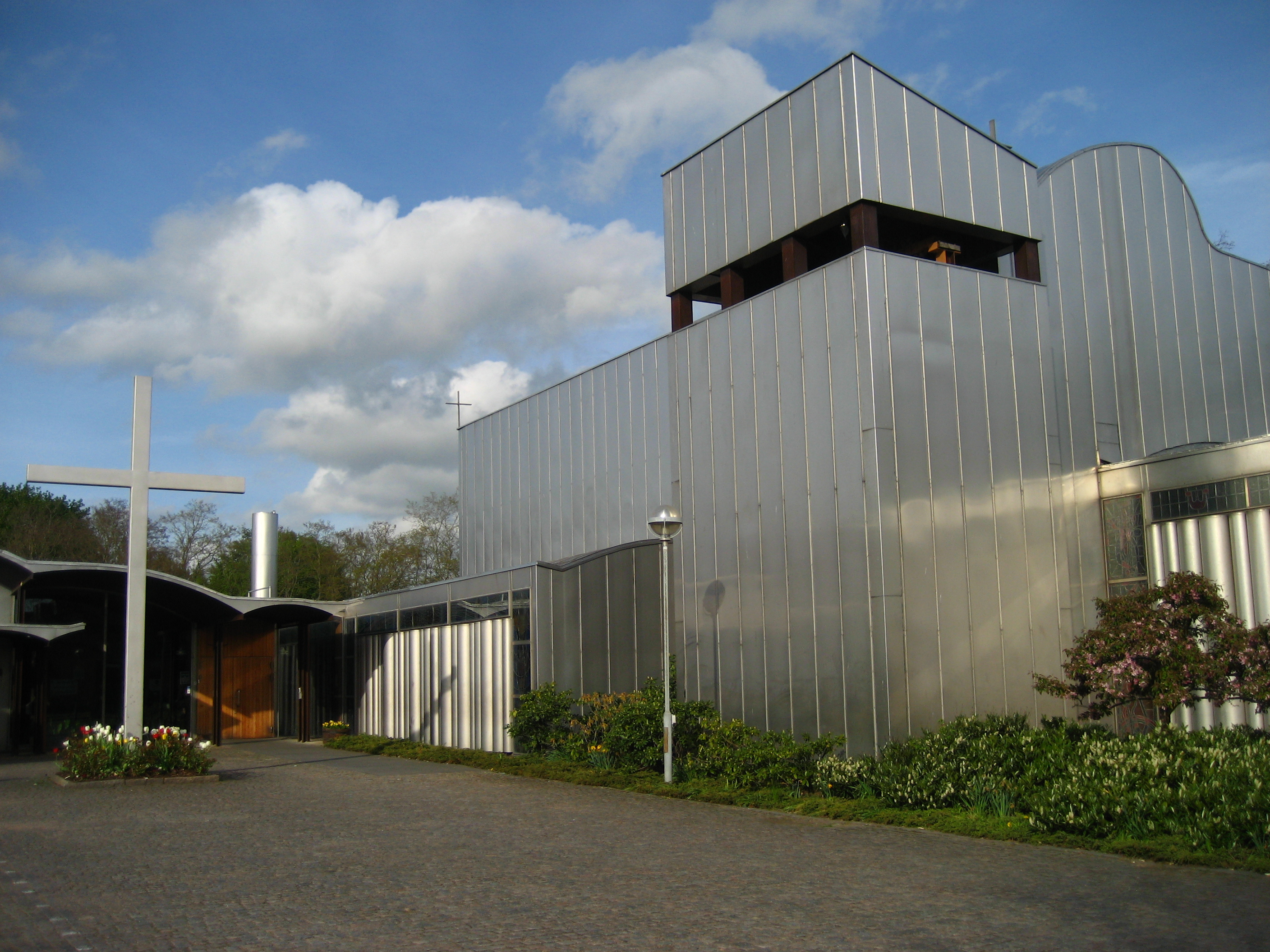
Martin Luthers kyrka

Nyhem är ett område i Halmstad.

## Historik
Halmstad byggde på östra sidan av Nissan både järnvägsstation och hamnverksamhet samt flera industrier vid sekelskiftet 1900. Stadens östra gräns gick vid spåret för Halmstad–Bolmens Järnväg. Fram till år 1900 var det inte mycket byggt på den sidan utanför staden. Området var en del av Snöstorps socken och ägdes till största delen av Sperlingsholm gods. Utmed Laholmsvägen fanns bara gården Ahlelund och Möllerströms hus (ungefär där Willys idag ligger), samt längre ut Kulls kalkbränneri, vars skorsten utgjorde en tydlig vägvisare. Utmed Snöstorpsvägen och mot Furet låg några enstaka hus.
Först att bygga var kolaren S. M. Andersson som 1901 byggde ett eget hus. Det var dyrt att bo och bygga inne i Halmstad och godsägaren på Sperlingsholm, Carl Sebastian Kuylenstierna, sålde mark billigt på Nyhem. Avsaknaden av byggstadga gjorde det fritt att bygga som man ville, så många flyttade till Nyhem. Gångavstånd till arbetet på öster gjorde också valet lättare. Mest järnverksfolk, men också industriarbetare och folk vid järnvägen började bosätta sig på Nyhem.
Ett problem med den växande befolkningen blev skolgången, då barnen fick ta sig till Furets småskola eller Snöstorps skola. 1906 skänkte Kuylenstjerna mark till en folkskola som kommunen byggde. Skolan och logen Nybyggarens ordenshus var de enda av allmän karaktär.

### Municipalsamhället
När Nyhem blev municipalsamhälle 4 december 1908 fick invånarna styra över hälsovårdsfrågor. På de första stämmorna bildades en kommitté som skulle ombilda Nyhem till en köping eller i alla fall ta över skolverksamheten.
Landsbygdsbefolkningen i Snöstorp och nyhemsborna kom inte överens i de olika frågorna, men då Nyhem växte hela tiden, kunde nyhemsborna ta över makten i kommunen 1912 och fick då igenom sina krav på stämmorna. Ett av de stora tvisteämnena var epidemisjukhuset i Nyhem som nyhemsborna tyckte att hela kommunen skulle betala för, men då Snöstorps kommun hade ett eget sjukhus inrymt i en bondgård, så ville de ej vara med att finansiera Nyhems sjukhus. Senare blev Snöstorps epidemisjukhus förklarat otjänligt vid en inspektion och de var därför tvungna att använda Nyhems sjukhus.
År 1908 uppförde godsägare Kuylenstierna en borrad brunn med ett vattentorn som rymde 100 m³ och tillhörande vattenledning till en kostnad av 45 000 kr. Tre år senare skänkte han anläggningen till municipalsamhället med reservation att vattenavgiften inte fick höjas utan hans medgivande. År 1912 fick Nyhem en ny gåva av Kuylenstierna, som lovade fem års fri el till gatubelysningen, vilken därför byggdes ut så att de flesta gatorna blev elbelysta. Kyrkstämman beslutade att elbelysning också skulle installeras i klassrummen i Nyhems folkskola, vaktmästarens bostad och lärarnas rum.
1 januari 1928 överfördes municipalsamhället till Halmstads stad och Nyhem har därefter varit en stadsdel i Halmstad.

### Den stora branden
Någon brand- och byggnadsstadga fanns inte över Nyhem, utan det byggdes om och till på eget bevåg. Den 29 december 1913 utbröt en brand i ett tvåvånings trähus vid Laholmsvägen - Möllersgatan när en fotogenlampa välte. I hård vind och sträng kyla hade elden kommit lös i trähusen utmed Laholmsvägen och brandkåren från Halmstad fick ej tillräckligt med vatten till motorsprutan, utan fick använda sig av ångsprutan kopplad till Halmstads brandposter, för att få bukt med elden. När branden var släckt hade 22 familjer (100 personer) blivit hemlösa och fyra bostadshus och ett uthus var nerbrunnet. Enda personskadan var en brandman som trillat ner från en stege.
Då de flesta var oförsäkrade, kom insamlingslistor och en teatergrupp gav en välgörenhetsföreställning. Det kom in 2 428 kr. En frivillig brandkår bildades, och då inköptes 60 brandspannar, som fördelades mellan skolan och ordenshuset. År 1916 övergick brandförsvaret till en borgarbrandkår. På 1920-talet blev ett avtal mellan Halmstad och Nyhem påskrivet och mot en årlig avgift åtog sig staden brandförsvaret även i Nyhem. 
Efter första världskriget var det stor arbetslöshet i Nyhem och upp till 30 procent av befolkningen gick utan arbete. Nödhjälpsarbeten kom till med statligt stöd och det medförde att de öppna dikena torrlades och kloaksystemet byggdes ut, samt gatorna förbättrades. Fram till dess hade det varit provisoriska trätrummor som avloppsrör och de rann ner i illaluktande öppna diken och samlades utmed banvallarna vid Halmstad-Bolmens järnväg och vid SJ:s spår vid Furuvägen. Halmstad stad tillät tidigare inte att avloppsrören kopplades på stadens avloppsrör och att avloppet då kunde rinna ner i Nissan.

### En ny tid
I början av 1950-talet byggde HFAB flera 3-vånings hyreshus utmed Bolmenbanan och området fick namnet Klackerup troligen efter byn Klockerup som tidigare legat på Nyhem. År 1959 byggdes Martin Luthers kyrka, men när församlingen växte gjordes den 1970 om till församlingslokal och en ny kyrkbyggnad byggdes efter ritning av Bertil Engstrand och Hans Speek. Bygget började 1968 och invigdes 19 december 1970. Nyhem är ett mångkulturellt område med folk ifrån hela världen.

### Kvarteret Giganten
År 1955 började BGB (Byggmästarnas Gemensamma Byggnadsbolag AB) att köpa in fastigheterna i området på östra sidan av Laholmsvägen, som utgjorde centrala Nyhem. Här fanns ett 70-tal fastigheter fördelade på 53 olika ägare. 42 gick med på köp medan resten fick köpas genom medling och de sista genom expropriation. Då revs bostäderna för 600 personer och 25 affärer varav 10 var livsmedelsbutiker försvann. Detta var ett av landets största rivning av gammal bebyggelse.
År 1959 stod det första höghuset klart. Den 4 april 1963 öppnades Tempo och Köpcentrum sina butiker. Kvarteret, som fick namnet Giganten, bestod nu av fyra niovåningshus med 550 bostadsrätter. Ett enplans 4 000 m³ stort affärskomplex med småbutiker, två banklokaler, bensinstation och ett köpcentrum, där olika affärer under samma tak sålde sina varor endast uppställda i dubbelsidiga butikshyllor, med betalning hos respektive handlare och Hallands första klackbar. Det byggdes även ett underjordiskt garage med 140 parkeringsplatser, samt stora parkeringsytor på markplan. Senare på 1980-talet fortsatte förändringen med HFAB:s nya hyresfastigheter, vid sidan av höghusen och mycket av det gamla gatunätet försvann därmed.